# Ташимова, Нурзада Турсымбеккызы
Нурзада Турсымбеккызы Ташимова (каз. Нұрзада Тұрсымбекқызы Тәшімова; 23 июня 1955; Кизел, Пермская область, РСФСР, СССР) — советская и казахская актриса

 кино и театра, театральный педагог. Заслуженная артистка Республики Казахстан (1996).

## Биография
Родился 23 июня 1955 года в городе Кизель Пермской области РСФСР.
В 1974 году окончил студию при Казахском академическом театре драмы, в 1996 году-актерский факультет Казахского государственного института театра и кино им. Т. Жургенова.
С 1974 по 2005 год — актриса Казахского государственного академического театра драмы имени Мухтара Ауэзова (г. Алма-Ата).
С 2005 года по настоящее время — актриса Казахского государственного академического музыкально-драматического театра имени Куанышбаева (г. Астана).
С 2005 года — преподаватель актёрского мастерства на кафедре «актёрское мастерство и режиссура» Казахского национального университета искусств (г. Астана).

## Творчество

### Роли в театре
Из казахской и мировой классики и современной драматургии:
- «Перед заходом солнца» — Оттиля;
- «Баламут» — Айсулу;
- «Абай» — Ажар;
- «Принцесса Турандот» — Зелима;
- «Светлая любовь» — Калиса;
- «Прощание со старым домом» — Пожилая женщина;
- «Дядя Ваня» А.П. Чехова — Софья Александровна;
- «Кровь и пот» А. Нурпеисова — Байбуше;
- «Лавина» Т. Джюдженоглу — Крестная мать;
- «Қызыл алма» Э. Хушвактова — Саида Бану;

Снималась в кинофильмах «Абай» (Магыш), «Чокан Валиханов» (Фатима), «Беу, Қыздар-ай!» (Айсулу) и др.

## Награды и звания
- 1996 (9 декабря) — присвоено почётное звание «Заслуженная артистка Республики Казахстан» — за заслуги в отечественном театральном искусстве и общественную активность.;[3]
- 2018 (5 декабря) — Орден «Курмет»;[4][5]